# قائمة البعثات الدبلوماسية في أرض الصومال

خريطة البعثات الدبلوماسية في أرض الصومال
أرض الصومال
الدول التي لديها قنصلية أو مكتب تمثيلي في أرض الصومال

هذه قائمة البعثات الدبلوماسية في أرض الصومال. أرض الصومال هي جمهورية مستقلة بحكم الواقع، لكن استقلالها لا يزال غير معترف به من قبل أي دولة عضو في الأمم المتحدة أو أي منظمة دولية أخرى. تعترف معظم الدول بأرض الصومال كجزء من الصومال. كما لا تستضيف العاصمة هرجيسا سفارات للدول الأعضاء في الأمم المتحدة، ولكن فيها ما لا يقل عن ثلاث قنصليات وعدد من مكاتب الاتصال.

## القنصليات والقنصليات العامة
- جيبوتي (قنصلية عامة)[2][3]
- إثيوبيا (قنصلية عامة)[4]
- تركيا (قنصلية عامة)[5]

## مكاتب تمثيلية
- المملكة المتحدة [6]
- الدنمارك (مكتب اتصال)[7][8]
- كينيا (مكتب اتصال)[9][10][11][12]
- تايوان (مكتب تمثيلي)[13]
- مصر (مكتب تمثيلي مفتوح)
- الإمارات العربية المتحدة (مكتب تمثيلي)[14][15]